# 北向陽町
北向陽町（きたこうようちょう）は、大阪府堺市堺区にある地名。2024年現在の行政地名は北向陽町一丁から北向陽町二丁。住居表示は実施済。

## 地理
堺区の中央部に位置する。北は南庄町、東は北田出井町、南は中向陽町、西は宿屋町東に接する。西から順に一丁から二丁がある。

## 歴史

### 沿革
- 1932年（昭和7年）、堺市向陽町・田出井町・宿屋町東1 - 3丁の各一部より北向陽町成立。
- 1939年（昭和14年）、一部は中向陽町1 - 2丁に編入[6]。
- 2006年（平成18年）、堺市が政令指定都市に移行し、行政区を設置。北向陽町は堺区の所属となる。

## 世帯数と人口
2024年（令和6年）9月30日現在の世帯数と人口は以下の通りである。
| 丁           | 世帯数  | 人口  |
| ------------ | ------- | ----- |
| 北向陽町一丁 | 140世帯 | 249人 |
| 北向陽町二丁 | 34世帯  | 55人  |
| 計           | 174世帯 | 304人 |

### 人口の変遷
国勢調査による人口の推移。
| 1995年（平成7年）  | 324人 | [ 7 ]  |  |
| 2000年（平成12年） | 304人 | [ 8 ]  |  |
| 2005年（平成17年） | 315人 | [ 9 ]  |  |
| 2010年（平成22年） | 320人 | [ 10 ] |  |
| 2015年（平成27年） | 295人 | [ 11 ] |  |
| 2020年（令和2年）  | 293人 | [ 12 ] |  |

### 世帯数の変遷
国勢調査による世帯数の推移。
| 1995年（平成7年）  | 105世帯 | [ 7 ]  |  |
| 2000年（平成12年） | 108世帯 | [ 8 ]  |  |
| 2005年（平成17年） | 114世帯 | [ 9 ]  |  |
| 2010年（平成22年） | 112世帯 | [ 10 ] |  |
| 2015年（平成27年） | 118世帯 | [ 11 ] |  |
| 2020年（令和2年）  | 130世帯 | [ 12 ] |  |

## 学区
市立小・中学校に通う場合、学区は以下の通りとなる。
| 丁           | 番   | 小学校         | 中学校             |
| ------------ | ---- | -------------- | ------------------ |
| 北向陽町一丁 | 全域 | 堺市立錦小学校 | 堺市立殿馬場中学校 |
| 北向陽町二丁 | 全域 | 堺市立錦小学校 | 堺市立殿馬場中学校 |

## 事業所
2021年（令和3年）現在の経済センサス調査による事業所数と従業員数は以下の通りである。
| 丁           | 事業所数 | 従業員数 |
| ------------ | -------- | -------- |
| 北向陽町一丁 | 16事業所 | 69人     |
| 北向陽町二丁 | 10事業所 | 134人    |
| 計           | 26事業所 | 203人    |

## 交通

### 道路
- 堺中央線（大阪府道30号大阪和泉泉南線）

## 郵便
- 郵便番号：590-0071[3]（集配局：堺郵便局[15]）。